# Osztorinan
Osztorinan – miasto w Iranie, w ostanie Lorestan. W 2016 roku liczyło 5520 mieszkańców.